# Azé (Loir y Cher)
Azé es una comuna francesa, situada en el departamento de Loir-et-Cher y la región Centro.

## Demografía
| 683                                                                                 | 714 | 675 | 662 | 820 | 985 |
| Los datos a partir de 1962 proceden del censo sin duplicidades por doble residencia |     |     |     |     |     |